# Rondibilis bispinosa
Rondibilis bispinosa är en skalbaggsart som beskrevs av Thomson 1857. Rondibilis bispinosa ingår i släktet Rondibilis och familjen långhorningar.
Artens utbredningsområde är Nepal. Inga underarter finns listade i Catalogue of Life.